# 포항 오어사 동종
포항 오어사 동종(浦項 吾魚寺 銅鍾)은 대한민국 경상북도 포항시, 오어사에 있는 고려시대의 범종이다. 1998년 6월 29일 대한민국의 보물 제1280호로 지정되었다.

## 개요
이 종은 고려 고종(1216) 때 제작된 높이 96cm의 유물이다. S자형으로 굴곡을 이룬 용뉴(龍鈕)는 앞을 바라보고 있는데, 가는 목에는 비늘과 갈기가 매우 정교하면서도 사실적으로 묘사되어 있다. 또한 용의 이마 위로 솟아난 뿔이 앞뒤로 갈라져 있는 모습이 독특하다.
용의 입안과 오른발 위로는 보주가 표현되었는데, 특히 발 위의 보주는 칠보문(七寶文)처럼 투각 장식되었다. 음통 위로는 작은 보주가 둘러져 장식되었으며 연당초문이 장식된 음통 위로 마치 새 깃털 같은 용뉴의 갈기가 부조되었다. 명문은 동화사(桐華寺) 스님들이 공동으로 발원하여 삼백근의 중량을 들여 오어사에서 정우(貞祐) 4년(1216)에 대장(大匠) 순광(順光)이 만들었다는 내용을 기록하고 있다.
보존 상태가 완전하면서도 양식적으로 매우 뛰어나고 몸체에 제작 연대를 알 수 있는 명문을 지니고 있어 고려시대 후기 범종 연구의 새로운 자료로서 높이 평가된다. 특히 조선 봉선사종(奉先寺鐘, 1469년)에서 볼 수 있는 ‘육자광명진언’의 원류를 이 오어사종과 같은 고려 13세기 종에서 찾아볼 수 있다는 점에 더 없는 자료적 가치를 지닌다고 할 수 있다.

## 지정 사유
1995년 11월에 절 앞 저수지 준설공사 중 발견되었으며 신라 범종의 전통을 잘 잇고 있는 고려범종의 자료로 주목되고 있다. 장식된 합장(合掌) 보살형의, 천의(川衣) 자락 휘날리는 비천(飛天)상을 비롯한 섬세한 문양과 동화사(桐華寺) 순성(淳誠)대사가 도감이며 종을 만든 장인(大匠)인 순광(順光), 제작연대(1216, 고려 고종3) 등의 명문내용까지 새겨진 우수한 종이다.

## 같이 보기
- 오어사
- 대혜원명 동종

## 참고 자료
- 포항 오어사 동종 - 국가유산청 국가유산포털